# Jeanette von Heidenstam
Eva Jeanette von Heidenstam, född 17 oktober 1923 i Shanghai, Kina, död 24 januari 2003 i Danderyds församling, var en svensk TV-hallåa, programledare, TV-producent och författare.

## Biografi
Jeanette von Heidenstam växte upp i Stockholm, London och Teheran. Hon utbildade sig vid Bar-Lock-institutet och Poppius journalistskola. Hemkommen till Sverige efter ytterligare år utomlands, där även hennes barn föddes, anställdes hon vid Sveriges Radio i mitten av 1950-talet innan hon 1957 kom till televisionen och var en av de första så kallade TV-hallåorna. 
Hon blev TV:s första kvinnliga nyhetspresentatör 1960 på Aktuellt och var programledare för bland annat barnprogram och caféprogram. Hon var programvärd för Melodifestivalen 1960 och 1961, programvärd på TV1 julafton 1962, 1978, 1979 och tillsammans med Arne Weise 1980 ; dessutom gjorde hon under tio år gjorde programmet Fönster mot Norden. Lyrik- och barnböcker kan också räknas till hennes meritlista.
Jeanette von Heidenstam var dotter till envoyén Hugo von Heidenstam och friherrinnan Eva Gyllenkrok. Hon var gift första gången med Wilhelm Tham (1911–1995), som hon hade två söner med, Jan Tham (född 1948) och TV-journalisten Pieter Tham (född 1949), och andra gången från 1957 med tidningsmannen och politikern Allan Hernelius (1911–1986).
Hon är begraven i föräldrarnas familjegrav på Åkers kyrkogård i Åkers styckebruk.

## Producent i urval
- 1971 – Julia och nattpappan (TV-serie)

## Filmografi rollista
- 1940 – En sjöman till häst
- 1941 – Lasse-Maja